# 大西亞玖璃
大西亞玖璃（日语：／ Ōnishi Aguri，1997年5月2日—），是日本的女性演員、聲優，Ancheri（原LINK PLAN）所屬。身高160.5cm。

## 人物簡歷
這個名字源於NHK連續電視小說《安久利》，就像吉行 安久利一樣，它包含著“成為一個有堅強核心的人”的願望。
因為憧憬著小倉唯因而走上了聲優的道路。
2025年4月1日，由於所屬LINK PLAN聲優事務結束後，由當該同業務的 Ancheri 接管，該所屬事務所名稱也隨之更改而所屬。

## 出演作品
以X21的名義演出則參照《X21》。
※ 粗體字為主要角色

### 電視劇
- 《中學生日記》
- 《天才麻將少女》（蒲原智美[4][5]）

### 電影
- 《天才麻將少女》

### 電視動畫
2018年
- 愛吃拉麵的小泉同學（女學生C）
- 多田君不戀愛（女校學生）
- 卡利古拉（小學生）
- 百鍊霸王與聖約女武神（女子）

2019年
- 消滅都市（蕾娜）
- 流汗吧！健身少女（女學生、女學院生）

2020年
- 魔法紀錄 魔法少女小圓外傳（女子中學生B）
- 阿拉德：逆轉之輪（追跡者尼巫）
- Love Live! 虹咲學園學園偶像同好會（上原步夢）
- 在魔王城說晚安（貴族）
- 前說！（北風吹雪）

2021年
- 精靈幻想記（千堂雅人）
- 因為不是真正的夥伴而被逐出勇者隊伍，流落到邊境展開慢活人生（溫蒂妮）

2022年
- 這個僧侶有夠煩（卡菈）
- Love Live! 虹咲學園學園偶像同好會 第二季（上原步夢）
- 黑之召喚士（貝絲）
- Extreme Hearts（三星琴葉）

2023年
- 虹咲四格 動畫版（上原步夢）
- 最強陰陽師的異世界轉生記（學生A）
- 百合是我的工作！（同學）

2024年
- 虹咲四格 動畫版 2（上原步夢）
- 精靈幻想記2（千堂雅人）
- 孤單一人的異世界攻略（梅莉艾爾）

### OVA
2023年
- Love Live! 虹咲學園學園偶像同好會 NEXT SKY（上原步夢[12]）

### 劇場動畫
2024年
- Love Live! 虹咲學園學園偶像同好會 完結篇 第1章（上原步夢[13]）

2025年
- Love Live! 虹咲學園學園偶像同好會 完結篇 第2章（上原步夢[14]）

### 遊戲
- 《白貓Project》（丹比）
- 《Love Live! 學園偶像祭 ALL STARS》（上原步夢[15]）
- 《魔法紀錄 魔法少女小圓外傳》（土岐沙緒）
- 《緋染天空 Heaven Burns Red》（桐生美也）
- 《LINE Rangers 放置戰爭》(尤伊)

## 音樂

### 單曲
|            | 發售日期      | 標題                      | 商品編碼                         | 商品編碼   | 最高排名 |
| 初回限定盤 | 發售日期      | 標題                      | 通常盤                           |            | 最高排名 |
| ---------- | ------------- | ------------------------- | -------------------------------- | ---------- | -------- |
| 1st        | 2021年3月3日  | 本日は晴天なり            | COZC-1718～9                     | COCC-17857 | 8名      |
| 2nd        | 2021年8月4日  | Elder flower/初恋カラーズ | COZC-1777/8 (A) COZC-1779/80 (B) | COCC-17890 | 7名      |
| 3rd        | 2022年4月13日 | ジェリーフィッシュな君へ  | COZC-1879/80                     | COCC-17969 | 8名      |

## 音樂合作
| 樂曲                     | 音樂合作一覽                     | 時期   |
| ------------------------ | -------------------------------- | ------ |
| Elder flower             | 電視動畫『精靈幻想記』片尾曲     | 2021年 |
| ジェリーフィッシュな君へ | 電視動畫『這個僧侶有夠煩』片頭曲 | 2022年 |
| 愛♡スクリ〜ム！          | 電視動畫『Love Live』歌曲        | 2025年 |
| ICE LIMIT                | 電視動畫『Love Live』歌曲        | 2025年 |

## 受COVID-19影響
2022年7月，因出演關係人確診，本人被列為密切接觸者，在家靜養，7月31日出現發熱、咳嗽症狀，經檢查於8月1日被宣布確診感染新冠肺炎。原計畫於8月7日舉辦的第二次個活亦被迫延期至10月22日。

## 外部連結
- 公式プロフィール （页面存档备份，存于） - リンク・プラン
- 大西亞玖璃的X（前Twitter）